# Giuseppe Aloia
Giuseppe Aloia, né le 15 janvier 1905 à Castelforte et mort le 28 septembre 1980 à Rome, est général et partisan italien.

## Biographie
Giuseppe Aloia a été chef d’état-major de l’armée à partir du 10 avril 1962 jusqu’au 1er février 1966 et chef d’état-major de la Défense à partir de cette date jusqu’au 24 février 1968. Décoré trois fois (al valore militare).
Au moment de l'armistice de Cassibile, le lieutenant-colonel Aloia d'alors se trouve à Rome, mais a réussi à se soustraire de la capture des Allemands. 
En octobre 1943, il a rejoint la zone de Castelforte et a adhéré au mouvement de la Résistance, dirigeant une division de partisans, connu sous le nom de Groupe Aloia (Gruppo Aloia) ; l’activité partisane lui valut une décoration al valore.